# Dionüszosz
Dionüszosz görög isten (görögül: Διόνυσος vagy Βάκχος), a római mitológiában Bacchus vagy Liber (etruszkoknál Fufluns), a bor és mámor megtestesítője, aki értett a mezőgazdasághoz és termékenységet is hozhatott. Ő volt a görög színjátszás patrónusa is. Gyakran ábrázolták tigrisek vagy párducok húzta szekéren, amint kísérete körülötte táncol. Fején szőlő leveleiből font koszorú volt, míg kezében tartott egy borospoharat és a thürszoszt, amely egy hosszú szüreti bot volt, végén egy tobozzal, és szőlőlevelekkel díszítve.

## Születése
Születéséről több mítosz is él. A leggyakoribb az a változat, miszerint a bor istene Zeusz és Szemelé gyermeke, de hogy ne legyen ilyen egyszerű a történet, Dionüszosz története nem itt kezdődik. Eredetileg Zeusz és Perszephoné, az alvilág királynőjének született egy Zagreusz nevű gyermeke. A féltékenységéről ismert Héra rettenetes haragra gerjedt, amikor megtudta, hogy férjének fattya született. A titánokat felbérelte, hogy játékokkal csalják el a csecsemő Zagreuszt, és tépjék szét. De vigyázzanak, hogy a szíve ép maradjon, mert Pallasz Athéné, Rhea és Démétér is a gyermek szívének őre volt. Miután a titánok megtették, amit Héra kért, az istenek elszörnyedve látták az eredményt. A széttépett és megfőzött darabokat Zeusz Rhea segítségével összeillesztette, és életet lehelt belé. Így amíg megerősödött a gyermek, új anyára volt szüksége.
Zeusznak tetszett Szemelé hercegnő, így a főisten az ő méhébe rejtette Dionüszoszt. Azonban Héra értesült Zeusz eme tettéről is, de most kevésbé brutális módját választotta a bosszúnak. Megkörnyékezte Szemelét, és addig duruzsolt a fülébe, hogy Zeusz mutassa meg neki igazi alakját, hogy Szemelé csakugyan elkezdte kérlelni Zeuszt, hogy mutatkozzon előtte igazi alakjában. Az istenek és emberek atyja vonakodott, de csak addig beszélt neki Szemelé, hogy hajlandó lett rá. Ám Zeusz igazi alakja a villámcsapás volt, így Szemelét megégette az egyik villám. A holt anyából kimentették az életben maradt csecsemőt, és Zeusz combjába (néhány mítosz szerint ágyékába) varrták be. Itt fejlődött ki, és végre megszületett szarvakkal és egy kígyókoszorúval a fején Dionüszosz. Ezért mondják rá, hogy „a kétszer született.”

## Tettei

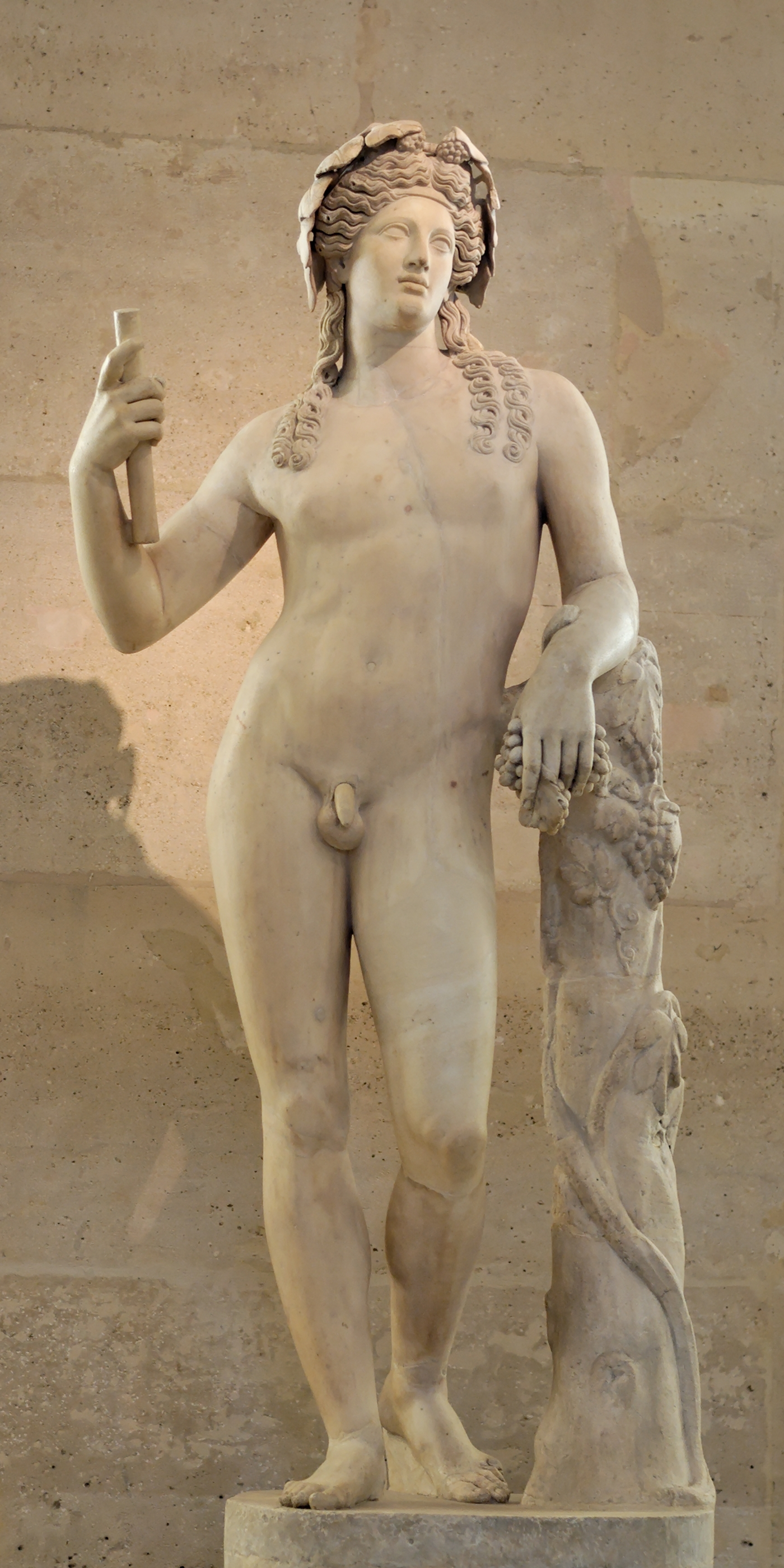
Dionüszosz szobra,
Louvre (1807)

A gyermek Dionüszoszt anyja szülővárosában nevelte fel Szilénosz, aki felnőttkorában is hű követője volt az istennek. Még gyermekkorában felfedezte, hogy a szőlőből bort lehet készíteni, így az ő találmánya lett a bor, amelyet a világ minden táján elterjesztett, ugyanis kíséretével, a szatírokkal végigjárta az egész világot, mindenütt megtanítva az embereket a bor készítésére. Ha a bor túl savanyú volt, mézet öntöttek bele, ha túl édes volt, akkor citromot. Minden lakomának külön keverőmestere volt, aki ízlése szerint fűszerezte, a lakoma jellege szerint pedig (tenger)vízzel hígította a bort.
Az igen vidám kedélyű istenség nyomában azonban gyakran járt a halál, ugyanis követői az őrületig eszüket vesztett eksztázisban ünnepeltek, és gyakran széttépték azt, aki az útjukba került. Dionüszosz egyszer visszatért szülővárosába, Thébaiba, ahol nem akarták istenként elismerni. Pentheusz, Thébai királya megtiltotta Dionüszosz tiszteletét. A feldühített istenség találmányával, a borral elkábította az egész várost, és sokakat megőrjített. Így Agauét, Pentheusz király anyját is, aki önkívületi állapotában széttépte saját fiát. Dionüszosz kellő bosszút állt a hitetlen városon. Miután az egész világgal elismertette isteni hatalmát, felment az Olümposzra az istenek közé.
Egyszer kalózok fogták el az istent, és el akarták adni rabszolgának. Azonban, amikor meg akarták láncolni, a bilincsek mindig lehullottak róla. Ekkor a kormányos megsejtette, hogy a fogoly bizonyára istenség, de társait nem tudta meggyőzni erről. Dionüszosz megdühödött, és az evezőkre borostyánt tekert, amitől lehetetlenné vált evezni, más forrás szerint pedig borral árasztotta el a hajót, és szőlőtőkékké változtatta az árbócokat. Bosszúból a tengerészeket is delfinekké változtatta, és csak a kormányosnak kegyelmezett meg. A Thészeusz által Naxosz szigetén hagyott Ariadnét elvette feleségül, és halhatatlanná tette. Ám a krétai hercegnő nem szerette igazán.

## Kultusza Rómában
Róma városába kétszer került át a kultusza. Első alkalommal az aventinusi szentélyekben tisztelt Liber istennel azonosították. Ekkor a görög kultusz elemei még nem kerültek átvételre, csak a borkészítés és szőlőművelés védnöki funkció azonossága indította a párhuzamosítást.
Második alkalommal Bacchus névvel misztériumvallásként került a panteonba.

## Könyvek
- Dalby, Andrew (2005), The Story of Bacchus, ISBN 0-7141-2255-6
- Trencsényi-Waldapfel Imre: Görög regék és mondák

## Dionüszosz- és Bacchus-ábrázolások különböző korokban

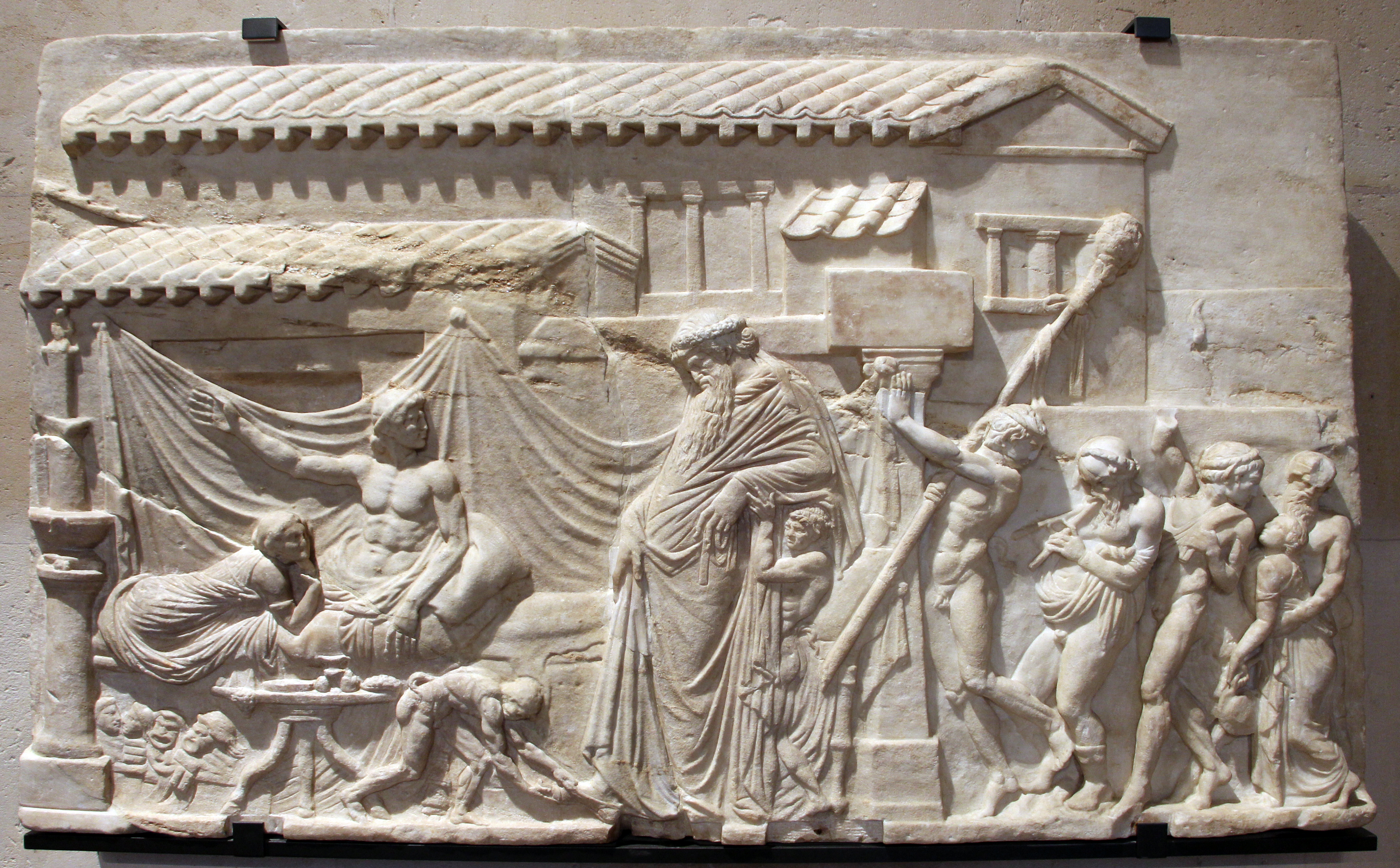
Dionüszosz és kisérete, szatírok és menádok (bacchánsnők)
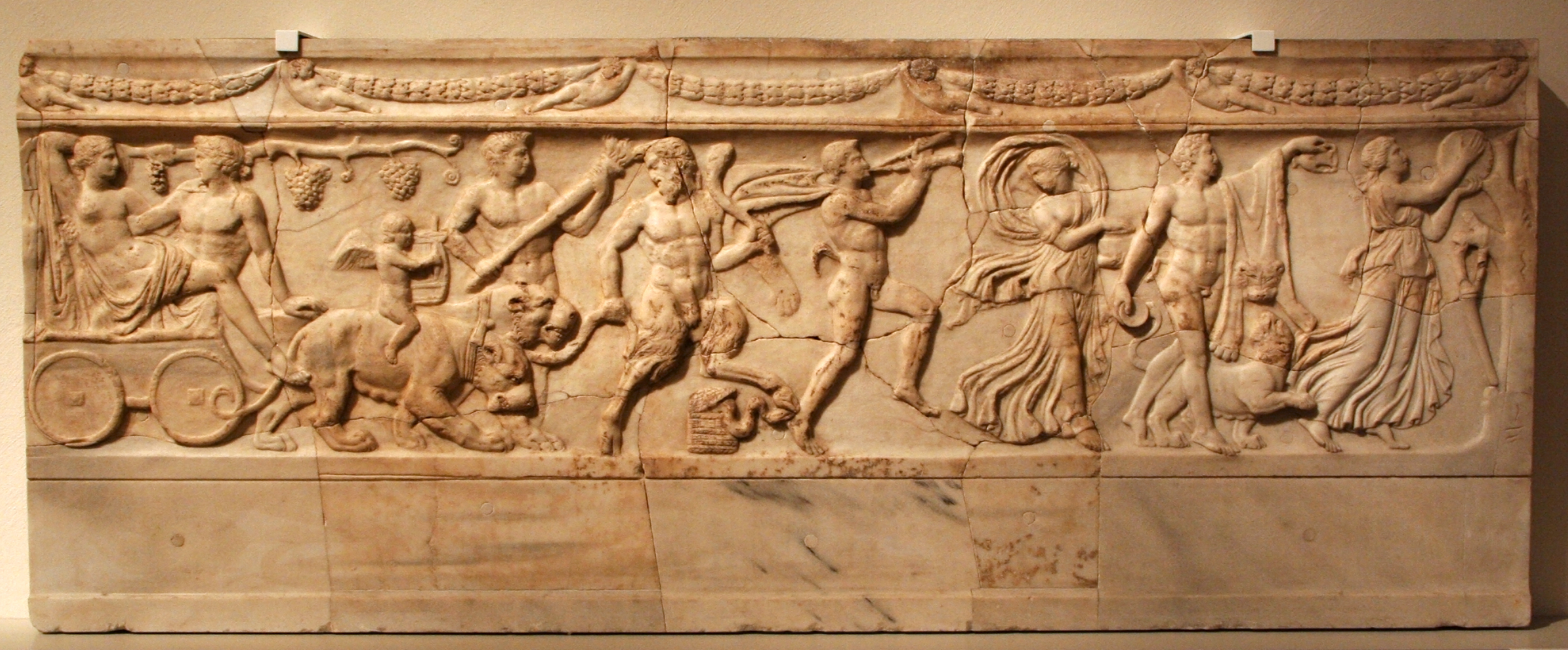
Dionüszosz és Ariadné tigrisek vagy párducok húzta szekéren, a kíséretük előttük táncol, dombormű 110 - 130 körül
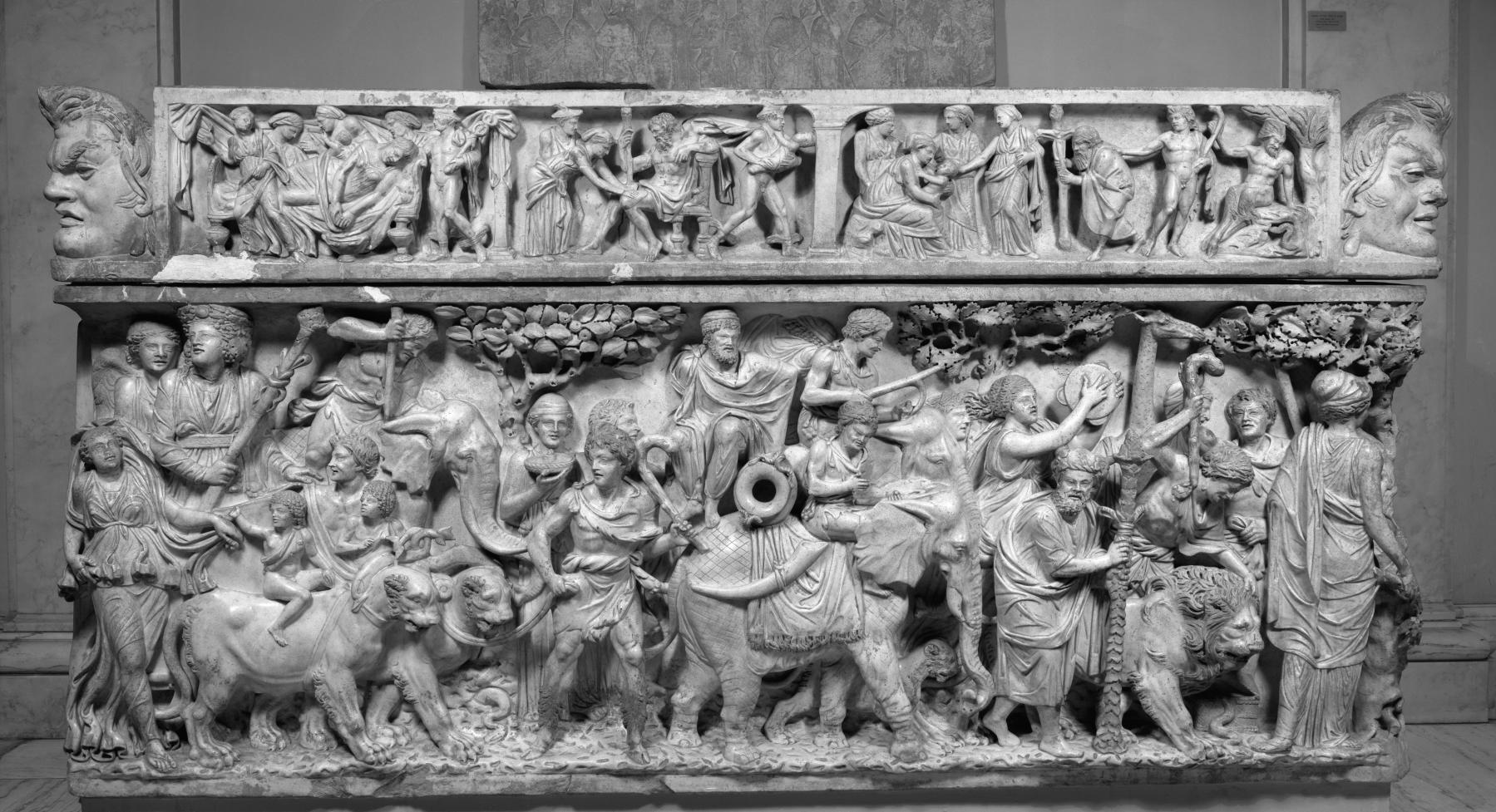
2. századi római szarkofág, a dombormű Dionüszosz diadalmenetét ábrázolja. Dionüszosz kezében tartja a thürszoszt, a hosszú, tobozzal díszített szüreti botját
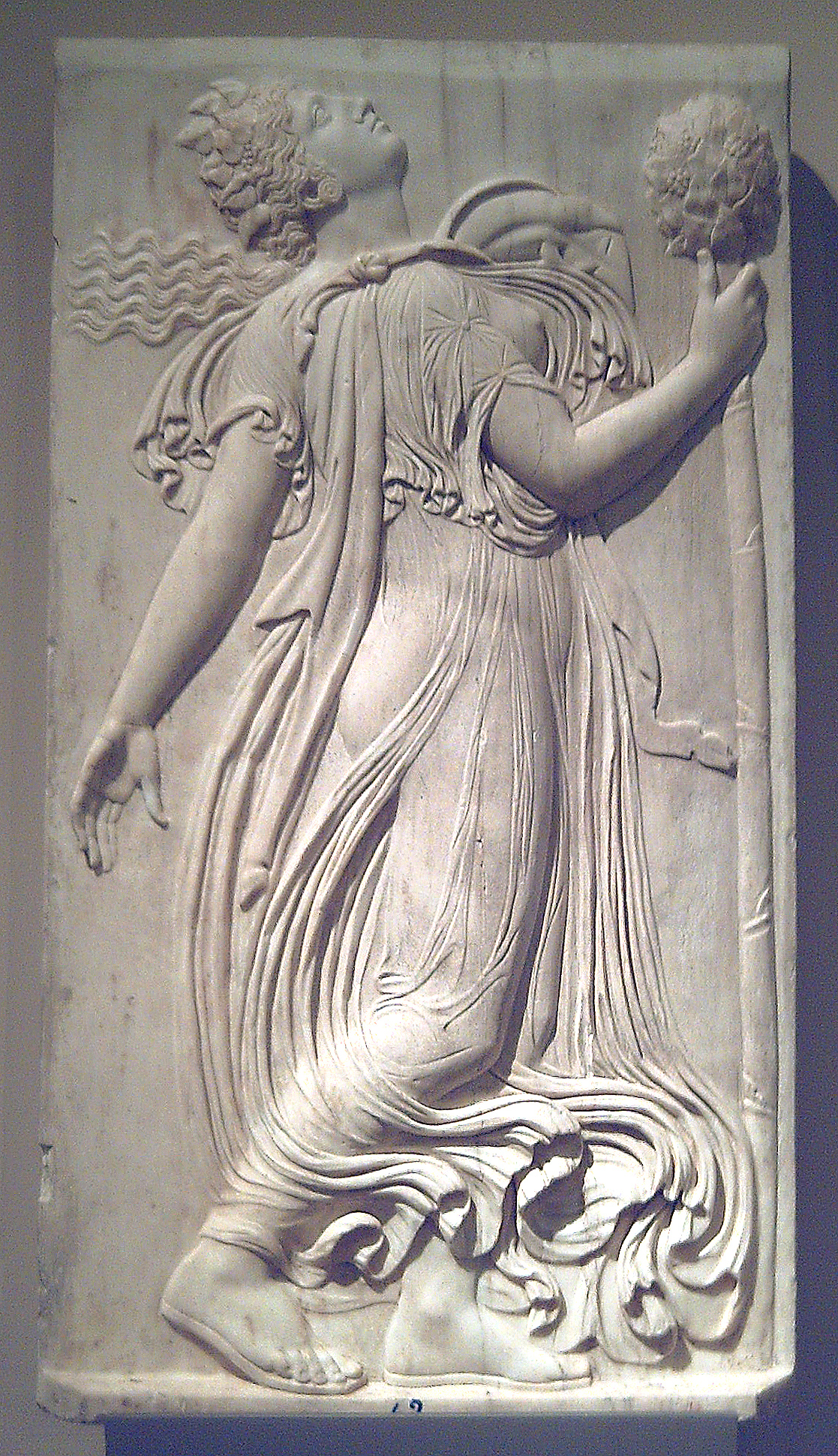
Bacchánsnő egy thürszosz pálcával, római dombormű (120–140)
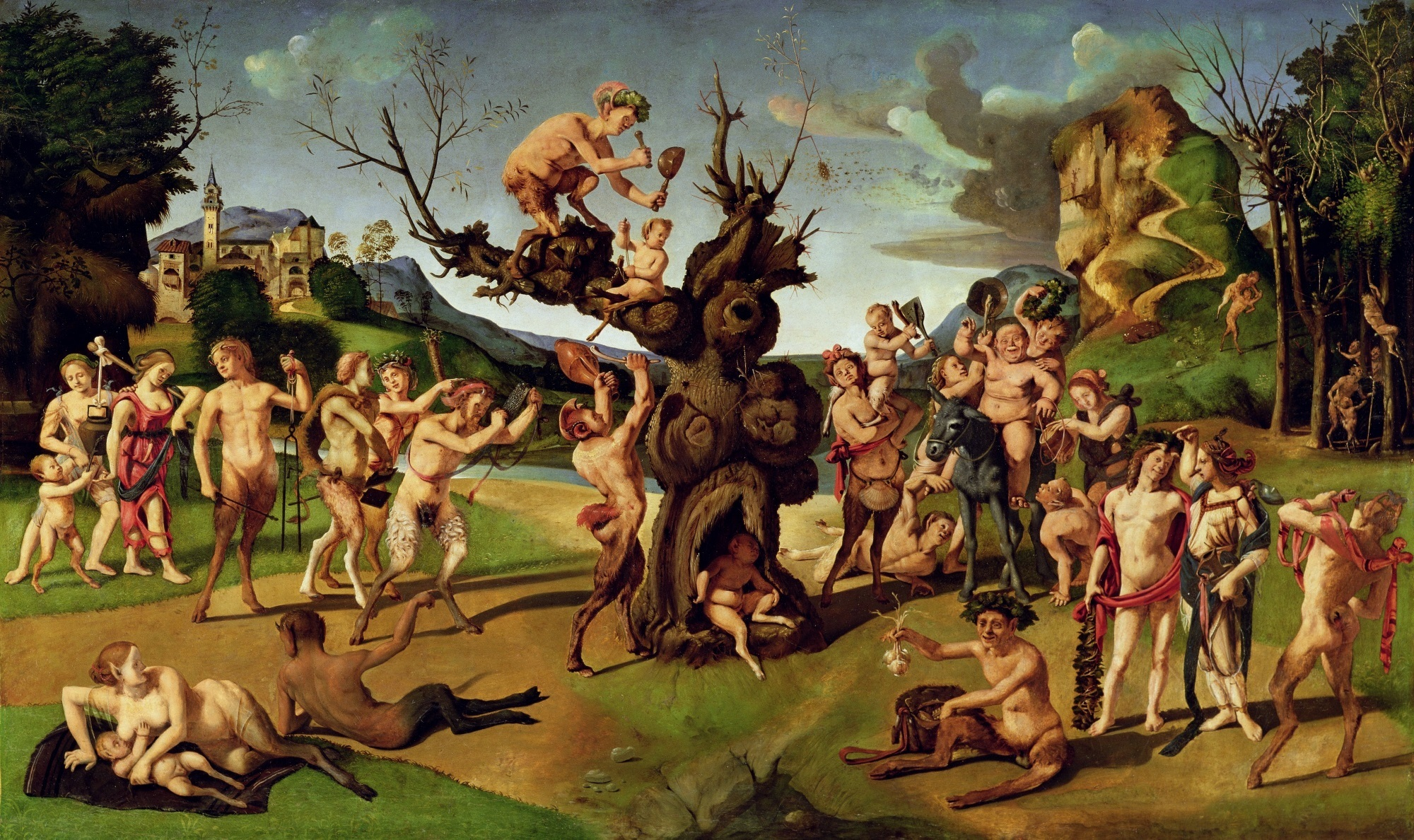
Piero di Cosimo: Bacchus felfedezi a mézet 1499 körül
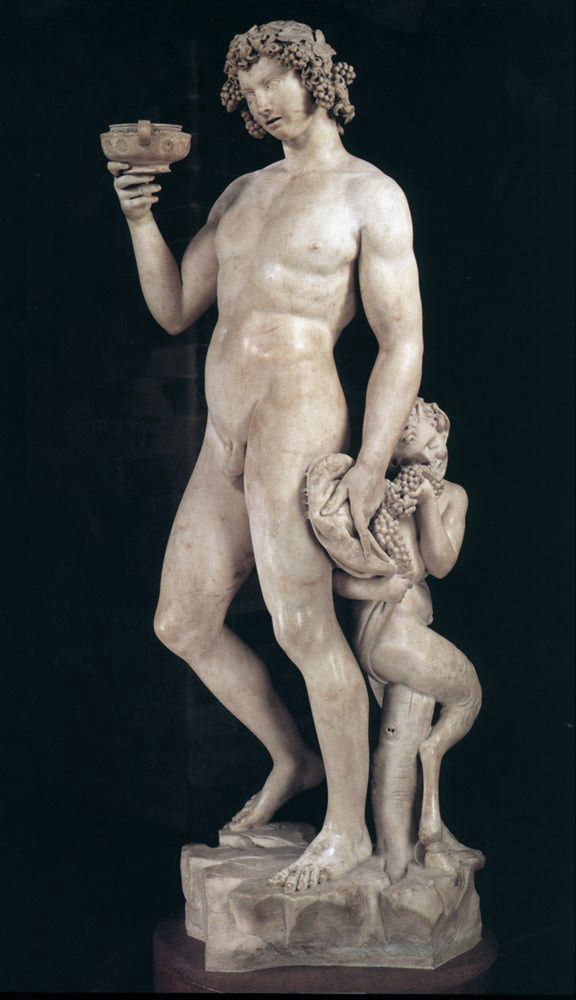
Michelangelo Buonarroti: Bacchus
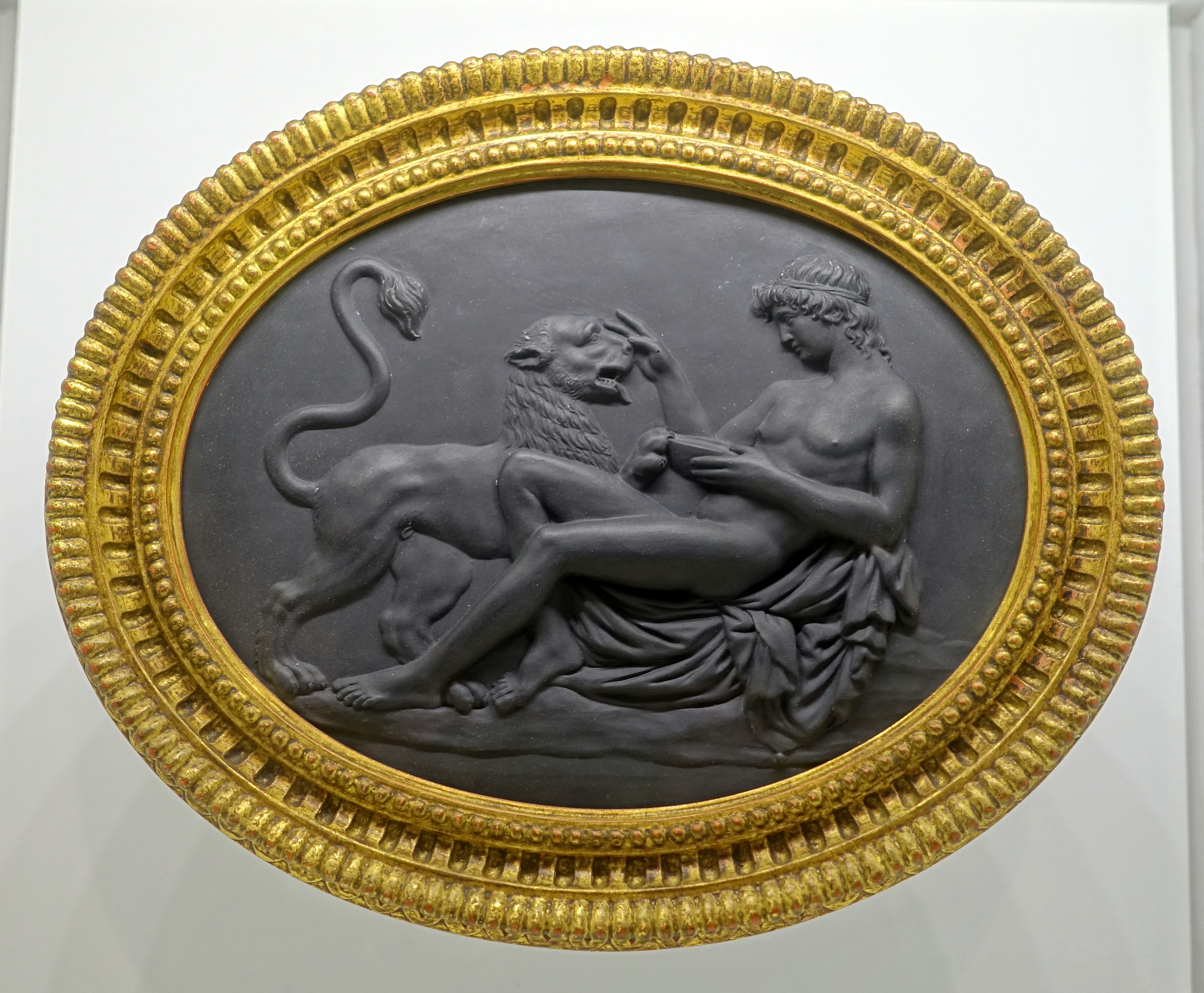
Bacchus a tigrisével 1772–75 körül
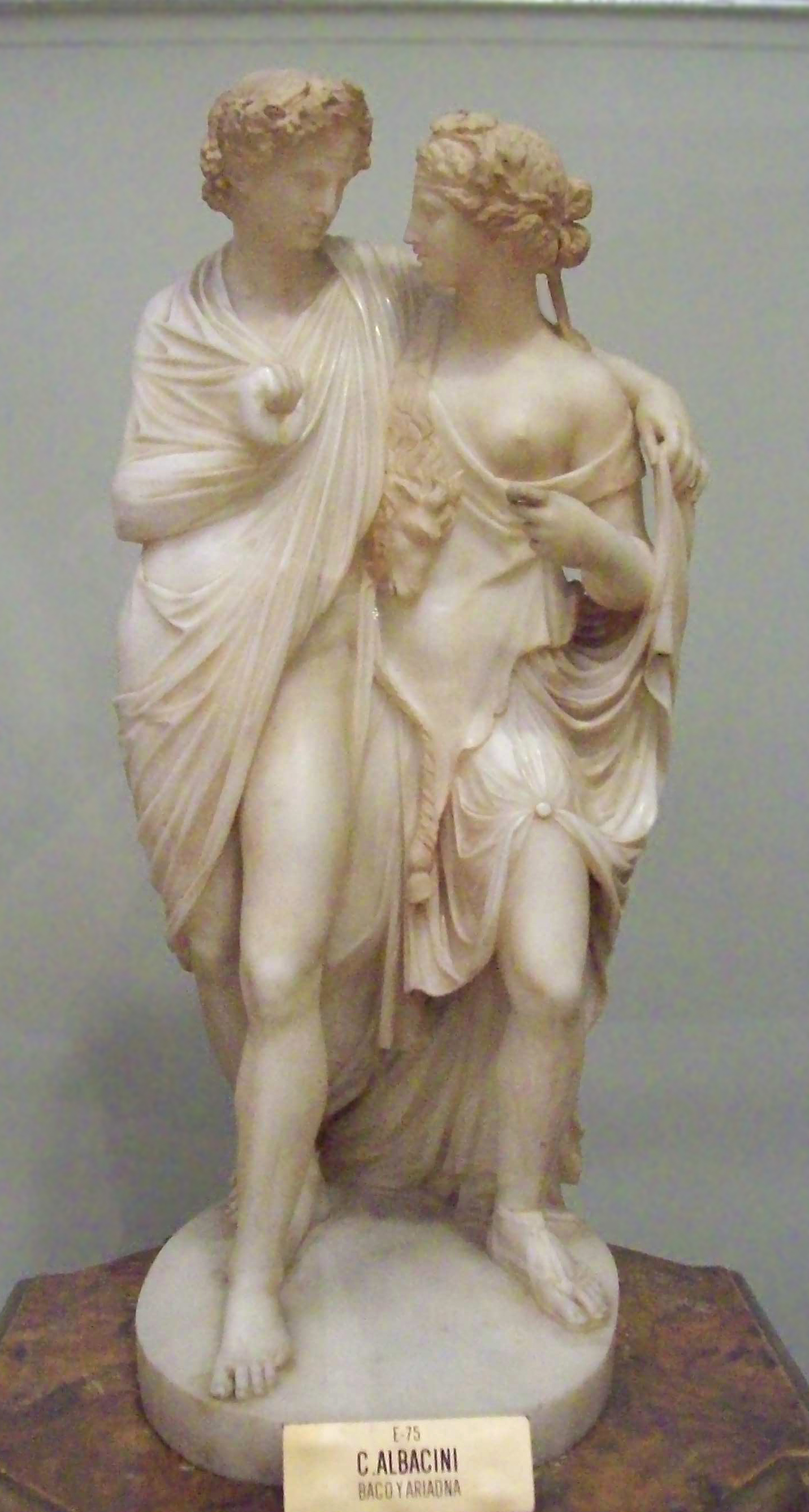
Bacchus és Ariadné (Carlo Albacini, 1807 előtt